# بيبين غاناترا
بيبين غاناترا (ولد عام 1957 )  كهربائي في كولكاتا ، غرب البنغال ، الهند. وهو أيضًا رجل إطفاء غير رسمي متطوع .حصل على جائزة بادما شري في عام 2017 لمساعدته في مكافحة الحرائق في المدينة.

## الإلهام
عندما كان طفلاً ، كان غاناترا يندفع وراء سيارات الإطفاء عندما يسمعها ويبدأ بمساعدة رجال الإطفاء عندما يصل إلى مكان الحريق. في عام 1982 ، فقد بيبين شقيقه الأكبر ناريندرا وهو يبلغ من العمر 12 عامًا فقط ،في حادث حريق غريب وقع عندما سقطت شرارة على الوقود الذي كان شقيقه يتعامل معه أثناء عمله على دراجة نارية. نُقل شقيقه إلى المستشفى وتوفي متأثراً بجراحه بعد أكثر من شهر بقليل. 

## حياته
بيبين هو من ولاية غوجارات في الأصل، لكنه يقدم خدماته كرجل إطفاء في مدينة كولكاتا ، حيث حاربت قوة مكافحة الحرائق التي تضم 1258 رجل 2000 حريق في عام 2014 و 1600 حريق في عام 2015.  كان كهربائي يتقاضى راتباً ضئيلاً ، حيث يقترض من أصدقائه لتغطية نفقاته. كما كان يساعد أيضاًَ الشرطة في إدارة حركة المرور. 
لم يتلق بيبين أي تدريب رسمي فيما يتعلق بمكافحة الحرائق. و بدأ بمساعدة رجال الإطفاء في القيام بوظائف غريبة لكنه ترتقى الآن إلى مستوى رجل إطفاء محترف.  على مدار 40 عامًا ، ساعد بيبين في أكثر من 100 حريق ، حيث عمل على إخماد النيران وإنقاذ الضحايا وإزالة الحطام.  واحدة من أكثر عمليات الإنقاذ دراماتيكية كانت لسيدة حامل محاصرة في الطابق الخامس من مبنى محترق. كانت المرأة خائفة جدًا من أن تتحرك ، لذا صعد بيبين إلى المبنى ليصل إليها ويقنعها بالنزول.  تعرض بيبين لإصابات عدة مرات أثناء المساعدة في إخماد النيران ، كما خاطر بحياته ذات مرة لإخراج أسطوانتين غير منفجرتين من مستودع محترق في طريق ستراند .
يراقب بيبن الأخبار التلفزيونية باستمرار ويبلغ إدارة الإطفاء في حالة اندلاع حريق. على الرغم من مساهماته في القوة ، إلا أنه يسافر إلى الموقع بنفسه باستخدام وسائل النقل العام. تقديراً لجهوده ، منحته إدارة الإطفاء بطاقة تطوع نادرة من الفولاذ والزي الكاكي. 